# Oospila delphinata
Oospila delphinata là một loài bướm đêm trong họ Geometridae.